# Prostaglandina F2α
La prostaglandina F2α (PGF2α nella nomenclatura prostanoide) è una prostaglandina, utilizzata in campo farmaceutico, chiamata dinoprost.
Molecola di ricerca Upjohn poi acquisita da Pfizer.
In campo medico viene utilizzata per indurre il travaglio o causare l'aborto.
Nei mammiferi domestici è prodotta dall'utero quando è stimolato dall'ossitocina nel caso che non si sia effettuato l'impianto nella fase follicolare.
L'attività della Prostaglandina F2α è mediata attraverso il legame con il recettore della prostaglandina F2α.